# هانز كلينغنبيرغ
هانز كلينغنبيرغ (بالدنماركية: Hans Klingenberg) (مواليد 11 يناير 1946) السفير الدنماركي السابق إلى السعودية والكويت والبحرين وعمان وقطر واليمن والإمارات. هو الآن سفير الدنمارك إلى الفاتيكان.